# Gist
Gist es una biblioteca de gráficos científicos desarrollada en lenguaje de programación C por David H. Munro del Lawrence Livermore National Laboratory. Puede exportar los gráficos a tres diferentes salidas: Xlib, PostScript, y Computer Graphics Metafiles. La biblioteca es promocionada como liviana (porque utiliza directamente Xlib), eficiente y con suficientes funcionalidades. La portabilidad está restringida a aquellos sistemas que utilizan X Windows (básicamente los derivados de Unix).
Existe una versión desarrollada en Python llamada PyGist; es usaba como uno de los posibles front-ends para la biblioteca científica SciPy.
- Datos: Q5564996